# Kolarstwo na Halowych Igrzyskach Azjatyckich 2007
Kolarstwo halowe na Halowych Igrzyskach Azjatyckich 2007 w Makau, odbyło się w dniach 26 – 27 października 2007. Wśród zawodów kolarskich rozegrano dwie odmiany tej dyscypliny sportowej: kolarstwo artystyczne i turniej piłki rowerowej. W tabeli medalowej zawodów tryumfowali zawodnicy z Hongkongu z dorobkiem 6 medali. 

## Rezultaty

### Kolarstwo artystyczne

#### Singel mężczyzn
| Pozycja | Zawodnik               | Pkt    |
| ------- | ---------------------- | ------ |
|         | Wong Hang Cheong       | 322.46 |
|         | Samuel Yu              | 320.59 |
|         | Ekkalak Khonchoho      | 259.01 |
| 4       | Shiro Ashida           | 256.93 |
| 5       | Thanaporn Jantarasakha | 255.13 |
| 6       | Lei Fai                | 247.63 |
| 7       | Fang Zhili             | 204.10 |
| 8       | Huang Zuo'an           | 203.69 |
| —       | Yu Pok Man             | DNS    |

#### Pary mężczyzn
| Pozycja | Zawodnicy                                | Pkt.   |
| ------- | ---------------------------------------- | ------ |
|         | Lo Ting Hin Samuel Yu                    | 277.37 |
|         | Antonio Jose Lou Wong Hang Cheong        | 256.50 |
|         | Thanaporn Jantarasakha Ekkalak Khonchoho | 233.41 |
| 4       | Ip Hin Bon Yu Pok Man                    | 225.51 |
| 5       | Fang Zhili Huang Zuo'an                  | 197.33 |

#### Singel kobiet
| Pozycja | Zawodniczka       | Pkt    |
| ------- | ----------------- | ------ |
|         | Kuan Sok Mui      | 292.47 |
|         | Tsang Yu Sum      | 267.40 |
|         | Mui Ho Yee        | 260.63 |
| 4       | Kazumi Horii      | 260.42 |
| 5       | Vong Chi Kei      | 239.82 |
| 6       | Amporn Kaewjinda  | 235.97 |
| 7       | Phennapha Aramsit | 235.15 |

#### Pary kobiet
| Pozycja | Zawodniczki                          | Pkt    |
| ------- | ------------------------------------ | ------ |
|         | Lo Wai Man Mui Ho Yee                | 237.16 |
|         | Kuan Sok In Kuan Sok Mui             | 237.16 |
|         | Amporn Kaewjinda Somratchani Ketkaeo | 233.19 |
| 4       | Choi Weng Ian Vong Chi Kei           | 228.99 |
| 5       | Wong Man Huen Wong Man Yin           | 228.96 |
| 6       | Phennapha Aramsit Sukunya Kamnoi     | 226.97 |

### Turniej piłki rowerowej
| Drużyna   | Mecze | Zwycięstwa | Remisy | Porażki | Zdobyte bramki | Stracone bramki | +/- | Pkt |
| --------- | ----- | ---------- | ------ | ------- | -------------- | --------------- | --- | --- |
| Hongkong  | 4     | 3          | 1      | 0       | 22             | 11              | +11 | 10  |
| Japonia   | 4     | 2          | 2      | 0       | 29             | 9               | +20 | 8   |
| Malezja   | 4     | 2          | 1      | 1       | 22             | 10              | +12 | 7   |
| Tajlandia | 4     | 1          | 0      | 3       | 12             | 15              | –3  | 3   |
| Makau     | 4     | 0          | 0      | 4       | 5              | 45              | –40 | 0   |

|           | Hongkong | Japonia | Makau | Malezja | Tajlandia |
| --------- | -------- | ------- | ----- | ------- | --------- |
| Hongkong  | —        | 3–3     | 8–4   | 4–2     | 7–2       |
| Japonia   | 3–3      | —       | 16–0  | 4–4     | 6–2       |
| Makau     | 4–8      | 0–16    | —     | 1–14    | 0–7       |
| Malezja   | 2–4      | 4–4     | 14–1  | —       | 2–1       |
| Tajlandia | 2–7      | 2–6     | 7–0   | 1–2     | —         |

#### Runda medalowa

##### I półfinał
| 27 października 2007 | Hongkong | 5:1 | Tajlandia |  |
|                      |          |     |           |  |

##### II półfinał
| 27 października 2007 | Japonia | 3:1 | Malezja |  |
|                      |         |     |         |  |

##### Mecz o 3. miejsce
| 27 października 2007 | Tajlandia | 2:1 | Malezja |  |
|                      |           |     |         |  |

##### Finał
| 27 października 2007 | Japonia | 3:2 | Hongkong |  |
|                      |         |     |          |  |

| Turniej                            |                                       |                                     |                                              |
| ---------------------------------- | ------------------------------------- | ----------------------------------- | -------------------------------------------- |
| Turniej mężczyzn w piłce rowerowej | Japonia · Ken Hirano · Satoshi Tanaka | Hongkong · Ho Wing Tai · Lo Man Fai | Tajlandia · Nopparit Buadum · Thunwa Naknava |

## Tabela medalowa
| Poz.    | Państwo   |   |   |   | Łącznie |
| ------- | --------- | - | - | - | ------- |
| 1       | Hongkong  | 2 | 3 | 1 | 6       |
| 2       | Makau     | 2 | 2 | 0 | 4       |
| 3       | Japonia   | 1 | 0 | 0 | 1       |
| 3       | Tajlandia | 0 | 0 | 4 | 4       |
| Łącznie | Łącznie   | 5 | 5 | 5 | 15      |